# Listă de filme refăcute N-Z
Aceasta este o listă de filme refăcute:
A -
B - C -
D - E -
F - G -
H - 
 I  -
J - K -
L - M -
N - O -
P - Q -
R - S -
T - U -
V - W -
X - Y -
Z

## N
| Remake | Versiunea originală                                                               |
| --- | --------------------------------------------------------------------------------- |
| Naa Autograph (2004) regizat de S. Gopal Reddy | Autograph (2004) regizat de Cheran                                                |
| Naina (2005) regizat de Shripal Morakhia | The Eye (2002) regizat de Oxide Pang                                              |
| Narrow Margin (1990) regizat de Peter Hyams | The Narrow Margin (1952) regizat de Richard Fleischer                             |
| The Next Three Days (2010) regizat de Paul Haggis | Anything for Her (2008) regizat de Fred Cavayé                                    |
| Night and the City (1992) regizat de Irwin Winkler | Night and the City (1950) regizat de Jules Dassin                                 |
| Night Must Fall (1964) regizat de Karel Reisz | Night Must Fall (1937) regizat de Richard Thorpe                                  |
| A Nightmare on Elm Street (2010) regizat de Samuel Bayer | A Nightmare on Elm Street (1984) regizat de Wes Craven                            |
| Night of the Demons (2009) regizat de Adam Gierasch | Night of the Demons (1988) regizat de Kevin S. Tenney                             |
| Night of the Living Dead 3D (2006) regizat de Jeff Broadstreet Night of the Living Dead (1990) regizat de Tom Savini | Night of the Living Dead (1968) regizat de George A. Romero                       |
| Nightwatch (1997) regizat de Ole Bornedal | Nattevagten (1994) regizat de Ole Bornedal                                        |
| No Reservations (2007) regizat de Scott Hicks | Mostly Martha (2001) regizat de Sandra Nettelbeck                                 |
| Nosferatu (1979) regizat de Werner Herzog | Nosferatu (1922) regizat de F.W. Murnau                                           |
| No Way Out (1987) regizat de Roger Donaldson | The Big Clock (1948) regizat de John Farrow Based on the novel by Kenneth Fearing |
| Not of This Earth (1995) regizat de Terence H. Winkless Not of This Earth (1988) regizat de Jim Wynorski | Not of This Earth (1957) regizat de Roger Corman                                  |
| Notorious (1992) regizat de Colin Bucksey | Notorious (1946) regizat de Alfred Hitchcock                                      |
| Shambo Shiva Shambo (2010) regizat de Samuthirakani Hudugaru (2011) regizat de Maadesh Ithu Nammude Katha (2011) regizat de Rajesh Kannankara Run (2011) regizat de Swapan Saha Rangrezz (2013) regizat de Priyadarshan | Naadodigal (2009) regizat de Samuthirakani                                        |
| The Nutty Professor (1996) regizat de Tom Shadyac | The Nutty Professor (1963) regizat de Jerry Lewis                                 |

## O
| Remake                                                                                     | Versiunea originală |
| ------------------------------------------------------------------------------------------ | --- |
| Ocean's Eleven (2001) regizat de Steven Soderbergh                                         | Ocean's Eleven (1960) regizat de Lewis Milestone                                                                           |
| The Old Dark House (1963) regizat de William Castle                                        | The Old Dark House (1932) regizat de James Whale                                                                           |
| Oldboy (2013) regizat de Spike Lee                                                         | Oldboy (2003) regizat de Park Chan-wook                                                                                    |
| The Omega Man (1971) regizat de Boris Sagal I Am Legend (2007) regizat de Francis Lawrence | The Last Man on Earth (1964) regizat de Ubaldo Ragona and Sidney Salkow Based on the novel I Am Legend by Richard Matheson |
| The Omen (2006) regizat de John Moore                                                      | The Omen (1976) regizat de Richard Donner Based on the David Seltzer novel of the same name.                               |
| On the Beach (2000) regizat de Russell Mulcahy                                             | On the Beach (1959) regizat de Stanley Kramer                                                                              |
| One Million Years B.C. (1966) regizat de Don Chaffey                                       | One Million B.C. (1940) regizat de Hal Roach & Hal Roach, Jr.                                                              |
| One Missed Call (2007) regizat de Eric Valette                                             | One Missed Call (Chakushin Ari) (2004) regizat de Takashi Miike                                                            |
| The Opposite Sex (1956) regizat de David Miller                                            | The Women (1939) regizat de George Cukor                                                                                   |
| Orfeu (1999) regizat de Carlos Diegues                                                     | Black Orpheus (1959) regizat de Marcel Camus                                                                               |
| Orphans of the Storm (1921) regizat de D. W. Griffith                                      | The Two Orphans (1915) regizat de Herbert Brenon                                                                           |
| Oscar (1991) regizat de John Landis                                                        | Oscar (1967) regizat de Édouard Molinaro Based on the stage play by Claude Magnier                                         |
| The Out-of-Towners (1999) regizat de Sam Weisman                                           | The Out-of-Towners (1970) regizat de Arthur Hiller                                                                         |
| Outland (1981) regizat de Peter Hyams                                                      | High Noon (1952) regizat de Fred Zinnemann                                                                                 |
| The Outrage (1964) regizat de Martin Ritt                                                  | Rashomon (1950) regizat de Akira Kurosawa                                                                                  |
| Outside the Law (1930) regizat de Tod Browning                                             | Outside the Law (1920) regizat de Tod Browning                                                                             |
| Oxford Blues (1984) regizat de Robert Boris                                                | A Yank at Oxford (1938) regizat de Jack Conway                                                                             |

## P
| Remake | Versiunea originală                                                                                                   |
| --- | --- |
| Painting the Clouds with Sunshine (1951) regizat de David Butler                                                | Gold Diggers of 1933 (1933) regizat de Mervyn LeRoy                                                                   |
| Paradise (1991) regizat de Mary Agnes Donoghue                                                                  | Le grand chemin (1987) regizat de Jean-Loup Hubert                                                                    |
| The Parent Trap (1998) regizat de Nancy Meyers                                                                  | The Parent Trap (1961) regizat de David Swift Based on the book Das doppelte Lottchen by Erich Kästner                |
| Paris, When It Sizzles (1964) regizat de Richard Quine                                                          | La Fête à Henriette (1952) regizat de Julien Duvivier                                                                 |
| Pathfinder (2006) regizat de Marcus Nispel                                                                      | Ofelas (1987) regizat de Nils Gaup                                                                                    |
| Peking Express (1951) regizat de William Dieterle                                                               | Shanghai Express (1932) regizat de Josef von Sternberg                                                                |
| A Perfect Murder (1998) regizat de Andrew Davis                                                                 | Dial M for Murder (1954) regizat de Alfred Hitchcock Based on the stage thriller by Frederick Knott                   |
| The Phantom Carriage (1958) regizat de Arne Mattsson                                                            | The Phantom Carriage (1921) dir Victor Sjöström                                                                       |
| Picnic (2000) regizat de Ivan Passer Picnic (1986) regizat de Marshall W. Mason                                 | Picnic (1955) regizat de Joshua Logan                                                                                 |
| Piranha 3-D (2010) regizat de Alexandre Aja Piranha (1995) regizat de Scott P. Levy                             | Piranha (1978) regizat de Joe Dante                                                                                   |
| The Plainsman (1966) regizat de David Lowell Rich                                                               | The Plainsman (1936) regizat de Cecil B. DeMille                                                                      |
| Planet of the Apes (2001) regizat de Tim Burton                                                                 | Planet of the Apes (1968) regizat de Franklin J. Schaffner Based on the novel by Pierre Boulle                        |
| The Plank (1979) regizat de Eric Sykes                                                                          | The Plank (1967) regizat de Eric Sykes                                                                                |
| Pocketful of Miracles (1961) regizat de Frank Capra                                                             | Lady for a Day (1933) regizat de Frank Capra                                                                          |
| Point of No Return (1993) regizat de John Badham                                                                | La Femme Nikita (1990) regizat de Luc Besson                                                                          |
| Porki (2010) regizat de M.D. Sridhar Wanted (2009) regizat de Prabhu Deva Pokkiri (2007) regizat de Prabhu Deva | Pokiri (2006) regizat de Puri Jagannadh                                                                               |
| Poseidon (2006) regizat de Wolfgang Petersen The Poseidon Adventure (2005) regizat de John Putch                | The Poseidon Adventure (1972) regizat de Ronald Neame                                                                 |
| The Preacher's Wife (1996) regizat de Penny Marshall                                                            | The Bishop's Wife (1947) regizat de Henry Koster                                                                      |
| Premonition (2007) regizat de Mennan Yapo                                                                       | Premonition (2004) regizat de Norio Tsuruta Based on the manga Kyoufu Shinbun ("Newspaper of Terror") by Jiro Tsunoda |
| Prisoner of Zenda (1979) regizat de Richard Quine                                                               | The Prisoner of Zenda (1937) regizat de John Cromwell                                                                 |
| The Producers (2005) regizat de Susan Stroman                                                                   | The Producers (1968) regizat de Mel Brooks                                                                            |
| Prom Night (2008) regizat de Nelson McCormick                                                                   | Prom Night (1980) regizat de Paul Lynch                                                                               |
| Psycho (1998) regizat de Gus Van Sant                                                                           | Psycho (1960) regizat de Alfred Hitchcock Based on the novel by Robert Bloch                                          |
| Pulse (2006) regizat de Jim Sonzero                                                                             | Kairo (2001) regizat de Kiyoshi Kurosawa                                                                              |
| Pure Luck (1991) regizat de Nadia Tass                                                                          | La Chèvre (1981) regizat de Francis Veber                                                                             |
| Pusher (2010) regizat de Assad Raja                                                                             | Pusher (1996) regizat de Nicolas Winding Refn                                                                         |

## Q
| Remake                                         | Versiunea originală                                    |
| ---------------------------------------------- | ------------------------------------------------------ |
| Quarantine (2008) regizat de John Erick Dowdle | [REC] (2007) regizat de Jaume Balagueró and Paco Plaza |

## R
| Remake                                                                                                   | Versiunea originală                                                                                             |
| --- | --- |
| The Racket (1951) regizat de John Cromwell                                                               | The Racket (1928) regizat de Lewis Milestone                                                                    |
| The Rainmaker (1982) regizat de John Frankenheimer Der Regenmacher (1980) regizat de Ludwig Cremer       | The Rainmaker (1956) regizat de Joseph Anthony                                                                  |
| The Rains of Ranchipur (1955) regizat de Jean Negulesco                                                  | The Rains Came (1939) regizat de Clarence Brown                                                                 |
| Ram Gopal Varma Ki Aag (2007) regizat de Ram Gopal Varma Ramgarh Ke Sholay (1991) regizat de Ajit Dewani | Sholay (1975) regizat de Ramesh Sippy                                                                           |
| Ransom (1996) regizat de Ron Howard                                                                      | Ransom! (1956) regizat de Alex Segal                                                                            |
| Rear Window (1998) regizat de Jeff Bleckner                                                              | Rear Window (1954) regizat de Alfred Hitchcock Based on the short story It Had to Be Murder by Cornell Woolrich |
| Red Dawn (2012) regizat de Dan Bradley                                                                   | Red Dawn (1984) regizat de John Milius                                                                          |
| The Red Rider (1934) regizat de Lew Landers                                                              | Range Feud (1931) regizat de D. Ross Lederman                                                                   |
| Reefer Madness (2005) regizat de Andy Fickman                                                            | Reefer Madness (1936) regizat de Louis J. Gasnier                                                               |
| Return to Paradise (1998) regizat de Joseph Ruben                                                        | Force Majeure (1989) regizat de Pierre Jolievt                                                                  |
| Reptilian (1999) regizat de Shim Hyung-rae                                                               | Yonggary (1967) regizat de Kim Ki-duk                                                                           |
| Rich And Famous (1981) regizat de George Cukor                                                           | Old Acquaintance (1943) regizat de Vincent Sherman                                                              |
| Ride Him, Cowboy (1932) regizat de Fred Allen                                                            | The Unknown Cavalier (1926) regizat de Albert S. Rogell                                                         |
| Riding High (1950) regizat de Frank Capra                                                                | Broadway Bill (1934) regizat de Frank Capra                                                                     |
| The Ring (2002) regizat de Gore Verbinski                                                                | Ringu (1998) regizat de Hideo Nakata                                                                            |
| Rio Lobo (1970) regizat de Howard Hawks                                                                  | Rio Bravo (1959) regizat de Howard Hawks                                                                        |
| Rio Rita (1942) regizat de S. Sylvan Simon                                                               | Rio Rita (1929) regizat de Luther Reed                                                                          |
| Rock-A-Bye Baby (1958) regizat de Frank Tashlin                                                          | The Miracle of Morgan's Creek (1944) regizat de Preston Sturges                                                 |
| Rollerball (2002) regizat de John McTiernan                                                              | Rollerball (1975) regizat de Norman Jewison                                                                     |
| The Roman Spring of Mrs. Stone (2003) regizat de Robert Allan Ackerman                                   | The Roman Spring of Mrs. Stone (1961) regizat de José Quintero                                                  |
| Runaway Daughters (1994) regizat de Joe Dante                                                            | Runaway Daughters (1956) regizat de Edward L. Cahn                                                              |

## S
| Remake | Versiunea originală                                                                                   |
| --- | --- |
| Sabrina (1995) regizat de Sydney Pollack                                                                             | Sabrina (1954) regizat de Billy Wilder                                                                |
| Sahara (1995) regizat de Brian Trenchard-Smith                                                                       | Sahara (1943) regizat de Zoltan Korda                                                                 |
| Satan's School for Girls (2000) regizat de Christopher Leitch                                                        | Satan's School for Girls (1973) regizat de David Rich                                                 |
| Scared Stiff (1953) regizat de George Marshall                                                                       | The Ghost Breakers (1940) regizat de George Marshall                                                  |
| Scarface (1983) regizat de Brian De Palma                                                                            | Scarface (1932) regizat de Howard Hawks                                                               |
| Scent of a Woman (1992) regizat de Martin Brest                                                                      | Profumo di donna (1974) regizat de Dino Risi                                                          |
| School for Scoundrels (2006) regizat de Todd Phillips                                                                | School for Scoundrels or How to Win Without Actually Cheating! (1960) regizat de Robert Hamer         |
| The Secret (2007) regizat de Vincent Perez                                                                           | Himitsu (1999) regizat de Yojiro Takita                                                               |
| Sengoku jietai 1549 (2005)                                                                                           | Sengoku jietai 1549 (1979)                                                                            |
| Senso '45 (2002) regizat de Tinto Brass                                                                              | Senso (1979) regizat de Luchino Visconti                                                              |
| Seventh Heaven (1937) regizat de Henry King                                                                          | Seventh Heaven (1927) regizat de Frank Borzage                                                        |
| Shadow of a Doubt (1991) regizat de Karen Arthur                                                                     | Shadow of a Doubt (1943) regizat de Alfred Hitchcock                                                  |
| The Shaggy Dog (2006) regizat de Brian Robbins The Shaggy Dog (1994) regizat de Dennis Dugan                         | The Shaggy Dog (1959) regizat de Charles Barton                                                       |
| Shake, Rattle and Rock! (1994) regizat de Allan Arkush                                                               | Shake, Rattle & Rock! (1956) regizat de Edward L. Cahn                                                |
| The Shakiest Gun in the West (1968) regizat de Alan Rafkin                                                           | The Paleface (1948) regizat de Norman Z. McLeod                                                       |
| Shall We Dance (2004) regizat de Peter Chelsom                                                                       | Shall We Dansu? (1996) regizat de Masayuki Suo                                                        |
| Shankar Dada MBBS (2004) regizat de Jayanth C. Paranjee                                                              | Munnabhai M.B.B.S. (2003) regizat de Rajkumar Hirani                                                  |
| Shankar Dada Zindabad (2007) regizat de Prabhu Deva                                                                  | Lage Raho Munna Bhai (2006) regizat de Rajkumar Hirani                                                |
| Shiva (2006) regizat de Ram Gopal Varma Shiva (1990) regizat de Ram Gopal Varma                                      | Shiva (1989) regizat de Ram Gopal Varma                                                               |
| Shutter (2008) regizat de Masayuki Ochiai                                                                            | Shutter (2004) regizat de Banjong Pisanthanakun & Parkpoom Wongpoom                                   |
| Sideways (2009) regizat de Cellin Gluck                                                                              | Sideways (2004) regizat de Alexander Payne                                                            |
| Silk Stockings (1957) regizat de Rouben Mamoulian                                                                    | Ninotchka (1939) regizat de Ernst Lubitsch                                                            |
| A Simple Noodle Story (2009) regizat de Zhang Yimou                                                                  | Blood Simple (1984) regizat de Joel Coen & Ethan Coen                                                 |
| Singham (2011) regizat de Rohit Shetty Shotru (2011) regizat de Raj Chakraborty Kempe Gowda (2011) regizat de Sudeep | Singam (2010) regizat de Hari                                                                         |
| Sisters (2006) regizat de Douglas Buck                                                                               | Sisters (1973) regizat de Brian De Palma                                                              |
| Society Lawyer (1939) regizat de Edwin L. Marin                                                                      | Penthouse (1933) regizat de W.S. Van Dyke                                                             |
| Solaris (2002) regizat de Steven Soderbergh Solaris (1972) regizat de Andrei Tarkovsky                               | Solaris (1968) regizat de B.Nirenburg Based on the "Solaris" novel (1961) by Stanisław Lem            |
| Solstice (2008) regizat de Daniel Myrick                                                                             | Midsommer (2003) regizat de Carsten Myllerup                                                          |
| Something's Got to Give (unfinished) (1962) regizat de George Cukor                                                  | My Favorite Wife (1940) regizat de Garson Kanin                                                       |
| Somewhere in Sonora (1933) regizat de Mack V. Wright                                                                 | Somewhere in Sonora (1927) regizat de Albert S. Rogell                                                |
| Sorcerer (1977) regizat de William Friedkin                                                                          | Le Salaire de la Peur (1953) regizat de Henri-Georges Clouzot                                         |
| Sorority Row (2009) regizat de Stewart Hendler                                                                       | The House on Sorority Row (1983) regizat de Mark Rosman                                               |
| Sorrell and Son (1934) regizat de Jack Raymond                                                                       | Sorrell and Son (1927) regizat de Herbert Brenon                                                      |
| Sorrowful Jones (1949) regizat de Sidney Lanfield                                                                    | Little Miss Marker (1934) regizat de Alexander Hall Based on a short story by Damon Runyon            |
| Sparkle (2012) regizat de Salim Akil                                                                                 | Sparkle (1976) regizat de Sam O'Steen                                                                 |
| Springtime in a Small Town (2002) regizat de Tian Zhuangzhuang                                                       | Spring in a Small Town (1948) regizat de Fei Mu                                                       |
| The Squaw Man (1931) regizat de Cecil B. DeMille The Squaw Man (1918) regizat de Cecil B. DeMille                    | The Squaw Man (1914) regizat de Cecil B. DeMille                                                      |
| Stagecoach (1986) regizat de Ted Post Stagecoach (1966) regizat de Gordon Douglas                                    | Stagecoach (1939) regizat de John Ford Based on the short story "Stage to Lordsburg" by Ernest Haycox |
| A Star Is Born (1976) regizat de Frank R. Pierson A Star Is Born (1954) regizat de George Cukor                      | A Star Is Born (1937) regizat de William A. Wellman                                                   |
| State Fair (1962) regizat de José Ferrer State Fair (1945) regizat de Walter Lang                                    | State Fair (non-musical version) (1933) regizat de Henry King Based on the novel by Phil Stong        |
| The Stepfather (2009) regizat de Nelson McCormick                                                                    | The Stepfather (1987) regizat de Joseph Ruben                                                         |
| The Stepford Wives (2004) regizat de Frank Oz                                                                        | The Stepford Wives (1975) regizat de Bryan Forbes                                                     |
| Straw Dogs (2011) regizat de Rod Lurie                                                                               | Straw Dogs (1971) regizat de Sam Peckinpah Based on the novel by Gordon Williams                      |
| The Sunshine Boys (1995) regizat de John Erman                                                                       | The Sunshine Boys (1975) regizat de Herbert Ross Based on the play by Neil Simon                      |
| Suspicion (1987) regizat de Andrew Grieve                                                                            | Suspicion (1941) regizat de Alfred Hitchcock                                                          |
| The Swan (1956) regizat de Charles Vidor One Romantic Night (1930) regizat de Paul Stein                             | The Swan (1925) regizat de Dimitri Buchowetzki Based on the play by Ferenc Molnár                     |
| Sweet Bird of Youth (1989) regizat de Nicholas Roeg                                                                  | Sweet Bird of Youth (1962) regizat de Richard Brooks Based on the play by Tennessee Williams          |
| Sweet November (2001) regizat de Pat O'Connor                                                                        | Sweet November (1968) regizat de Robert Ellis Miller                                                  |
| Swept Away (2002) regizat de Guy Ritchie                                                                             | Swept Away by an Unusual Destiny in the Blue Sea of August (1974) regizat de Lina Wertmüller          |
| Switching Channels (1988) regizat de Ted Kotcheff The Front Page (1974) regizat de Billy Wilder                      | The Front Page (1931) regizat de Lewis Milestone                                                      |

## T
| Remake | Versiunea originală |
| --- | --- |
| Tagore (2003) regizat de V.V. Vinayak                                                                                              | Ramana (2002) regizat de A.R. Murugadoss                                                                                            |
| The Taking of Pelham 1 2 3 (2009) regizat de Tony Scott The Taking of Pelham One Two Three (1998) regizat de Félix Enríquez Alcala | Taking of Pelham One Two Three (1974) regizat de Joseph Sargent                                                                     |
| Tarzan, the Ape Man (1959) regizat de Joseph M. Newman                                                                             | Tarzan the Ape Man (1932) regizat de W.S. Van Dyke                                                                                  |
| Taxi (2004) regizat de Tim Story                                                                                                   | Taxi (1996) regizat de Gérard Pirès                                                                                                 |
| The Ten Commandments (1956) regizat de Cecil B. Demille                                                                            | The Ten Commandments (1923) regizat de Cecil B. Demille                                                                             |
| The Texas Chainsaw Massacre (2003) regizat de Marcus Nispel                                                                        | The Texas Chain Saw Massacre (1974) regizat de Tobe Hooper                                                                          |
| That Darn Cat (1997) regizat de Bob Spiers                                                                                         | That Darn Cat! (1965) regizat de Robert Stevenson Based on the book Undercover Cat by The Gordons                                   |
| They Made Me a Criminal (1939) regizat de Busby Berkeley                                                                           | The Life of Jimmy Dolan (1933) regizat de Archie Mayo                                                                               |
| The Thief of Baghdad (1978) regizat de Clive Donner The Thief of Bagdad (1940) regizat de Ludwig Berger and Michael Powell         | Thief of Bagdad (1924) regizat de Raoul Walsh                                                                                       |
| Yamato Takeru (1994) regizat de Takao Okawara                                                                                      | The Birth of Japan (1959) regizat de Hiroshi Inagaki                                                                                |
| The Thing (1982) regizat de John Carpenter                                                                                         | The Thing from Another World (1951) regizat de Christian Nyby & Howard Hawks Based on the novel Who Goes There? by John W. Campbell |
| The Thirteenth Floor (1999) regizat de Josef Rusnak & Welt am Draht                                                                | The Thirteenth Floor (1973) regizat de Rainer Werner Fassbinder Based on the novel Simulacron-3 by Daniel F. Galouye                |
| Thir13en Ghosts (2001) regizat de Steve Beck                                                                                       | 13 Ghosts (1960) regizat de William Castle                                                                                          |
| The Thomas Crown Affair (1999) regizat de John McTiernan                                                                           | The Thomas Crown Affair (1968) regizat de Norman Jewison                                                                            |
| Three Fugitives (1989) regizat de Francis Veber                                                                                    | Les Fugitifs (1986) regizat de Francis Veber                                                                                        |
| Three Men and a Baby (1987) regizat de Leonard Nimoy                                                                               | Trois hommes et un couffin (1985) regizat de Coline Serreau                                                                         |
| The Time Machine (2002) regizat de Simon Wells                                                                                     | The Time Machine (1960) regizat de George Pal Based on the novella by H. G. Wells                                                   |
| To Be Or Not To Be (1983) regizat de Alan Johnson                                                                                  | To Be Or Not To Be (1942) regizat de Ernst Lubitsch                                                                                 |
| To Have and to Hold (1922) regizat de Jesse L. Lasky                                                                               | To Have and to Hold (1916) regizat de George Melford                                                                                |
| Tol'able David (1930) regizat de John G. Blystone                                                                                  | Tol'able David (1921) regizat de Henry King                                                                                         |
| Too Good to Be True (1988) regizat de Christian I. Nyby, II                                                                        | Leave Her to Heaven (1945) regizat de John M. Stahl                                                                                 |
| Toolbox Murders (2004) regizat de Tobe Hooper                                                                                      | The Toolbox Murders (1978) regizat de Dennis Donnelly                                                                               |
| Tortilla Soup (2001) regizat de María Ripoll                                                                                       | Eat Drink Man Woman (1994) regizat de Ang Lee                                                                                       |
| Total Recall (2012) regizat de Len Wiseman                                                                                         | Total Recall (1990) regizat de Paul Verhoeven Based on the short story We Can Remember It for You Wholesale by Philip K. Dick       |
| The Tourist (2010) regizat de Florian Henckel von Donnersmarck                                                                     | Anthony Zimmer (2005) regizat de Jérôme Salle                                                                                       |
| Tower of London (1962) regizat de Roger Corman                                                                                     | Tower of London (1939) regizat de Rowland V. Lee                                                                                    |
| The Toy (1982) regizat de Richard Donner                                                                                           | Le Jouet (1976) regizat de Francis Veber                                                                                            |
| Trader Horn (1973) regizat de Reza Badiyi                                                                                          | Trader Horn (1931) regizat de W.S. Van Dyke                                                                                         |
| True Lies (1994) regizat de James Cameron                                                                                          | La Totale! (1991) regizat de Claude Zidi                                                                                            |
| The Truth About Charlie (2002) regizat de Jonathan Demme                                                                           | Charade (1963) regizat de Stanley Donen                                                                                             |
| Two Much (1996) regizat de Fernando Trueba                                                                                         | Le jumeau (1984) regizat de Yves Robert Based on Two Much by Donald E. Westlake                                                     |

## U
| Remake                                                       | Versiunea originală                                          |
| ------------------------------------------------------------ | ------------------------------------------------------------ |
| Unfaithfully Yours (1984) regizat de Howard Zieff            | Unfaithfully Yours (1948) regizat de Preston Sturges         |
| Suspectul (Under Suspicion, 2000) regizat de Stephen Hopkins | Arest preventiv (Garde à vue, 1981) regizat de Claude Miller |
| The Unholy Three (1930) regizat de Jack Conway               | The Unholy Three (1925) regizat de Tod Browning              |
| The Unknown Soldier (1985) regizat de Rauni Mollberg         | The Unknown Soldier (1955) regizat de Edvin Laine            |

## V
| Remake | Versiunea originală                                                                                       |
| --- | --- |
| Van Gogh (1948) regizat de Alain Resnais                                                                                 | Van Gogh (1947) regizat de Alain Resnais                                                                  |
| Vanilla Sky (2001) regizat de Cameron Crowe                                                                              | Abre Los Ojos (1997) regizat de Alejandro Amenábar                                                        |
| The Vanishing (1993) regizat de George Sluizer                                                                           | Spoorloos (1988) dir George Sluizer                                                                       |
| Vanishing Point (1997) regizat de Charles Robert Carner                                                                  | Vanishing Point (1971) regizat de Richard C. Sarafian                                                     |
| Västkustens hjältar (1940) regizat de Lau Lauritzen, Jr. & Alice O'Fredericks                                            | Blaavand melder storm (1938) regizat de Lau Lauritzen, Jr. & Alice O'Fredericks                           |
| Vicki (1953) regizat de Harry Horner                                                                                     | I Wake Up Screaming (1942) regizat de H. Bruce Humberstone                                                |
| Victor/Victoria (1982) regizat de Blake Edwards Viktor und Viktoria (1957) First a Girl (1935) regizat de Victor Saville | Viktor und Viktoria (1933) regizat de Reinhold Schunzel                                                   |
| Village of the Damned (1995) regizat de John Carpenter                                                                   | Village of the Damned (1960) regizat de Wolf Rilla Based on the novel The Midwich Cuckoos by John Wyndham |

## W
| Remake                                                                                                   | Versiunea originală                                               |
| --- | ----------------------------------------------------------------- |
| Walk Don't Run (1966) regizat de Charles Walters                                                         | The More the Merrier (1943) regizat de George Stevens             |
| A Walk in the Clouds (1995) regizat de Alfonso Arau                                                      | Sous le ciel de Provence (1956) regizat de Mario Soldati          |
| Walking Tall (2004) regizat de Kevin Bray                                                                | Walking Tall (1973) regizat de Phil Karlson                       |
| Waterloo Bridge (1940) regizat de Mervyn LeRoy                                                           | Waterloo Bridge (1931) regizat de James Whale                     |
| The Way of All Flesh (1940) regizat de Louis King                                                        | The Way of All Flesh (1927) regizat de Victor Fleming             |
| Web of the Spider (1971) regizat de Antonio Margheriti                                                   | Castle of Blood (1964) regizat de Antonio Margheriti              |
| We Are Family (2010) regizat de Siddharth Malhotra                                                       | Stepmom (1998) regizat de Chris Columbus                          |
| Welcome to Collinwood (2002) regizat de Anthony Russo & Joe Russo Crackers (1984) regizat de Louis Malle | Big Deal on Madonna Street (1958) regizat de Mario Monicelli      |
| We're No Angels (1989) regizat de Neil Jordan                                                            | We're No Angels (1955) regizat de Michael Curtiz                  |
| What a Girl Wants (2003) regizat de Dennie Gordon                                                        | The Reluctant Debutante (1958) regizat de Vincente Minnelli       |
| What Ever Happened to Baby Jane? (1991) regizat de David Greene                                          | What Ever Happened to Baby Jane? (1962) regizat de Robert Aldrich |
| What Women Want (2011) regizat de Chen Daming                                                            | What Women Want (2000) regizat de Nancy Meyers                    |
| When a Stranger Calls (2006) regizat de Simon West                                                       | When a Stranger Calls (1979) regizat de Fred Walton               |
| Where the Boys Are '84 (1984) regizat de Hy Averback                                                     | Where the Boys Are (1960) regizat de Henry Levin                  |
| The Wicked Lady (1983) regizat de Michael Winner                                                         | The Wicked Lady (1945) regizat de Leslie Arliss                   |
| The Wicker Man (2006) regizat de Neil LaBute                                                             | The Wicker Man (1973) Robin Hardy                                 |
| Wicker Park (2004) regizat de Paul McGuigan                                                              | L'Appartement (1996) regizat de Gilles Mimouni                    |
| Willard (2003) regizat de Glen Morgan                                                                    | Willard (1971) regizat de Daniel Mann                             |
| The Wizard of Gore (2007) regizat de Jeremy Kasten                                                       | The Wizard of Gore (1970) regizat de Herschell Gordon Lewis       |
| The Wolfman (2010) regizat de Joe Johnston                                                               | The Wolf Man (1941) regizat de George Waggner                     |
| The Woman in Red (1984) regizat de Gene Wilder                                                           | Un éléphant ça trompe énormément (1976) regizat de Yves Robert    |
| The Women (2008) regizat de Diane English The Opposite Sex (1956) regizat de David Miller                | The Women (1939) regizat de George Cukor                          |
| The Wool Cap (2004) regizat de Steven Schachter                                                          | Gigot (1962) regizat de Gene Kelly                                |

## Y
| Remake | Versiunea originală                                                                            |
| --- | ---------------------------------------------------------------------------------------------- |
| The Yellow Handkerchief (2010) regizat de Udayan Prasad                                                      | The Yellow Handkerchief (1977) regizat de Yoji Yamada                                          |
| Yogi (2007) regizat de V.V. Vinayak                                                                          | Jogi (2005) regizat de Prem                                                                    |
| Yours, Mine and Ours (2005) regizat de Raja Gosnell                                                          | Yours, Mine and Ours (1968) regizat de Melville Shavelson                                      |
| You're Never Too Young (1955) regizat de Norman Taurog                                                       | The Major and the Minor (1942) regizat de Billy Wilder                                         |
| You've Got Mail (1998) regizat de Nora Ephron In the Good Old Summertime (1949) regizat de Robert Z. Leonard | The Shop Around the Corner (1940) regizat de Ernst Lubitsch Based on the play by Miklós László |